# Nacella terroris
Nacella terroris is een slakkensoort uit de familie van de Nacellidae. De wetenschappelijke naam van de soort is voor het eerst geldig gepubliceerd in 1880 door Filhol.